# Mohamed Marhoon
Mohamed Marhoon (en árabe: مُحَمَّد جَاسِّمْ مُحَمَّد عَلِيّ عَبد اللَّه مَرهُون‎; Jidhafs, Baréin, 12 de enero de 1998) es un futbolista de Baréin que juega en la posición de centrocampista. Desde 2022 juega con el Kuwait SC cedido del Riffa SC.

## Carrera

### Club
| Periodo   | Club           |
| --------- | -------------- |
| 2015-2016 | Sitra Club     |
| 2016–2019 | Riffa SC       |
| 2019      | Bohemians 1905 |
| 2019–     | Riffa SC       |
| 2022–     | Kuwait SC      |

### Selección nacional
Ha estado en las selecciones de Baréin desde la categoría sub-19. Con la selección sub-23 jugó en los Juegos Asiáticos de 2018. Con Baréin anotó su primer gol el 16 de octubre de 2018 en una victoria por 4-1 ante Birmania en un partido amistoso en Riffa donde Marhoon anotó dos goles y ganó la Copa de Naciones del Golfo de 2019.

## Logros

### Club
- Liga Premier de Baréin (3): 2019, 2021, 2022
- Copa del Rey de Baréin (2): 2019, 2021
- Supercopa de Baréin (2): 2019, 2021
- Liga Premier de Kuwait (1): 2022/23
- Copa del Emir de Kuwait (1): 2022/23
- Supercopa de Kuwait (1): 2022

### Selección nacional
- Copa de Naciones del Golfo (2): 2019,2024